# Kepler-29
Kepler-29, även känd som KOI-738, är en ensam stjärna i mellersta delen av stjärnbilden Svanen, inom synfältet för Keplerteleskopet.  Den har en skenbar magnitud av ca 15,46 och kräver ett kraftfullt teleskop för att kunna observeras. Baserat på parallax enligt Gaia Data Release 3 på ca 1,13 mas beräknas den befinna sig på ett avstånd av ca 2 890 ljusår (ca 890 parsec) från solen. Den rör sig närmare solen med en heliocentrisk radialhastighet av ca -59 km/s.

## Egenskaper
Kepler-29 är en solliknande gul till vit stjärna i huvudserien av spektralklass G5 V. Den har en massa av ca 0,76 solmassa, en radie av ca 0,73 solradie och har en effektiv temperatur av ca 5 400 K.

## Planetsystem
År 2011 upptäckte en analys av de första fyra månaderna av data från Keplerteleskopets 1 235 planetkandidater att två kretsade kring Kepler-29. Senare studier av transittidens variationer av systemet leder till bekräftelsen av båda exoplaneterna. Planetbanorna ligger i omloppsresonans till varandra, med omloppsperiodförhållandet exakt 7:9. År 2016 hade inga exoplaneter av Jupitertyp med massa på 0,9–1,4 jupitermassa hittats inom ett avstånd av 5 AE från stjärnan.
| Planet | Massa           | Halv storaxel (AE) | Siderisk omloppstid (d)   | Excentricitet | Inklination | Radie          |
| ------ | --------------- | ------------------ | ------------------------- | ------------- | ----------- | -------------- |
| b      | 5,0 +1,5−1,3 M🜨 | 0,09               | 10,33966 ± 0,00015        | -             | -           | 2,55 ± 0,12 R🜨 |
| c      | 4,5 ± 1,1 M🜨    | 0,11               | 13,28633 +0,00031−0,00027 | -             | -           | 2,34 ± 0,11 R🜨 |